# 弗拉格斯塔夫角
弗拉格斯塔夫角（英語：Flagstaff Point），是南極洲的海岬，位於羅斯島西面，處於羅德斯角南端，由英國探險隊繪入地圖和命名，現時由南極條約體系管理。